# Риддл, Мэтт
Мэ́тью Фредрик Ри́ддл (англ. Matthew Fredrick Riddle, род. 14 января 1986, Аллентаун, Пенсильвания) — американский рестлер и бывший боец смешанных единоборств. Наиболее известен выступлениями в WWE с 2018 по 2023 год, ныне выступающий на независимой сцене.
Как боец ММА с 2008 по 2014 год, Риддл сделал себе имя, появившись на SpikeTV The Ultimate Fighter 7, и выиграл серию из четырёх боев в Ultimate Fighting Championship (UFC), прежде чем был уволен после обнаружения положительного результата на марихуану в феврале 2013 года. Он также боролся в Titan FC и осуществил свой карьерный рекорд 8-3 (2).
В 2014 году Риддл начал тренироваться рестлингу в школе Monster Factory и дебютировал в феврале 2015 года. Читатели Wrestling Observer Newsletter признали его новичком года и самым прогрессирующим рестлером в 2016 году. В период с 2015 по 2018 год он работал в независимых промоушнах — Pro Wrestling Guerrilla, World Wrestling Network, Evolve и другие. Он бывший чемпион Evolve, чемпион WWN, командный чемпион мира PWG (с Джеффом Коббом) и двукратный чемпион Atlas в Progress.
Он подписал контракт с WWE в 2018 году и был назначен на бренд NXT, где он стал командным чемпионом NXT (с Питом Данном) после победы в турнире Dusty Rhodes Tag Team Classic 2020 года. Он был переведен в основной состав WWE в мае 2020 года.

## Ранние годы
Мэтью Томас Риддл родился в Аллентауне, штат Пенсильвания, 14 января 1986 года. Позже он переехал в Саратога-Спрингс, штат Нью-Йорк, где он учился в средней школе Саратога-Спрингс и в 2004 году стал чемпионом штата по рестлингу. Позже он учился в университете Ист-Страудсберга, где он два года был членом команды по борьбе и выиграл много соревнований. После увольнения главного тренера, Риддл потерял стипендию по борьбе и начал переход в ММА.

## Карьера в смешанных единоборствах

### Ранняя карьера

#### The Ultimate Fighter
Риддл имел счёт 1-0 в любительском ММА. Во время своей любительской карьеры он работал кровельщиком, а по вечерам тренировался в бразильском джиу-джитсу. Риддл считает, что книга Би Джей Пенна «Смешанные боевые искусства: Книга знаний» помогла ему учиться в ранние годы в ММА.
Риддл сразился с Дэном Симмлером, дублером Мэтта Серры, чтобы попасть в The Ultimate Fighter (TUF). Риддл нокаутировал Симмлера в первые секунды второго раунда и трижды ударил его в челюсть после того, как он потерял сознание сломав ему челюсть в двух местах. Дана Уайт назвал это самым большим нокаутом в истории TUF и нокаутом века Куинтоном «Рэмпейдж» Джексоном. Риддл занял второе место в общем зачете Team Rampage. Во время участия в шоу, Риддлу дали прозвище «Бодряк» после того, как Рэмпейдж заметил, что он всегда улыбается.
Второй бой Риддла был против Тима Кредера. Кредер победил Риддла через залом руки во втором раунде, выбив Риддла из турнира. После боя Кредер купил Риддлу Xbox 360 на свои деньги.

### Ultimate Fighting Championship (2008—2013)
На финале The Ultimate Fighter 7, состоявшемся 21 июня 2008 года, Риддл дебютировал в UFC на профессиональном уровне, победив своего товарища по команде, Данте Риверу, единогласным решением судей (29-28, 30-27, 30-27).
Затем Риддлу был назначен бой с Райаном Томасом на UFC 91, но травма колена вынудила Риддла выйти из боя. Восстановление после травмы колена должно было занять 6-8 недель.
После выздоровления Риддл сразился и победил Стива Бруно единогласным решением судей (29-28, 29-28, 29-28) на турнире UFC Fight Night: Лаузон vs. Стивенс.
В своем третьем поединке UFC, Риддл победил ещё одного из своих бывших товарищей по Ultimate Fighter 7, Дэна Крамера, единогласным решением судей по андеркарту UFC 101.
Затем он встретился с выпускником The Ultimate Fighter 9 Ником Осипчаком 14 ноября 2009 года на турнире UFC 105. Поединок проходил на родине Осипчака в Англии. Риддл проиграл бой техническим нокаутом в третьем раунде.
После поражения от Осипчака, Риддл встретился с новичком UFC Грегом Сото 27 марта 2010 года на турнире UFC 111. После доминирующих первых двух раундов Риддла, Сото использовал запрещенный удар по голове в третьем раунде, который лишил его возможности продолжать бой, что дало Риддлу победу в результате дисквалификации.
Риддл встретился с Дамаркесом Джонсоном 1 августа 2010 года на турнире UFC on Versus 2. Риддл выиграл бой техническим нокаутом в конце 2-го раунда.
Ожидалось, что Риддл сразится с Ти Джеем Уолдбургером 11 декабря 2010 года на турнире UFC 124. Однако Вальдбургер был вынужден покинуть кард из-за травмы и его заменил новичок Шон Пирсон. Пирсон победил Риддла единогласным решением судей (30-27, 30-27, 30-27), и президент UFC Дана Уайт назвал этот бой «боем ночи».
Ожидалось, что Риддл сразится с коллегой по Ultimate Fighter Мэттом Брауном 3 марта 2011 года на турнире UFC Live: Санчез vs. Кампманн, заменяя травмированного Марка Скэнлона. Однако Риддл также был травмирован, в результате чего бой с Брауном был полностью исключен из карда.
Далее ожидалось, что Риддл сразится с Ти Джеем Грантом 26 июня 2011 года на турнире UFC on Versus 4. Однако Риддл был вынужден покинуть бой из-за травмы и заменен Чарли Бреннеманом.
Риддл встретился с непобежденным перспективным проспектом в полусреднем весе Лансом Бенуа, дебютировавшим в октагоне 17 сентября 2011 года на турнире UFC Fight Night: Шилдс vs. Элленбергер. Он проиграл бой единогласным решением судей в поединке, который заслужил награду Fight of the Night.
Ожидалось, что Риддл сразится с Луисом Рамосом 30 декабря 2011 года на турнире UFC 141. Однако бой был отменен, так как Риддл заболел, и ему пришлось отказаться от поединка за несколько секунд до начала боя.
Ожидалось, что Риддл сразится с Хорхе Лопесом 4 февраля 2012 года на UFC 143, заменив травмированного Амира Садоллу. Тем не менее, Лопес также был вынужден покинуть бой и заменен новичком Генри Мартинесом. Риддл выиграл бой раздельным решением судей.
Поединок между Риддлом и Рамосом был перенесен на 22 июня 2012 года на турнире UFC on FX 4. Однако Риддл был вынужден покинуть бой из-за другой травмы и заменен Мэттом Брауном.
Риддл незамедлительно заменил Сияра Бахадурзада, чтобы сразиться с Крисом Клементсом на турнире UFC 149. Риддл выиграл бой, поймав Клементса удушающим приемом стоя, заставив его сдаться на 2:02 в третьем раунде. Риддл выиграл бонус в размере 65 000 долл. США за «Сабмишн вечера»; это также стало первой победой сабмишеном в его профессиональной карьере. 20 октября 2012 года было объявлено, что Риддл не прошел тест на наркотики после боя, получив положительный результат на марихуану. Риддл впоследствии был оштрафован и приостановлен на 90 дней до 21 июля 2012 года. Его поединок с Клементсом признали «Не состоявшимся».
Изначально ожидалось, что Риддл сразится с Бесамом Юсефом 17 ноября 2012 года на турнире UFC 154, заменив травмированного Стивена Томпсона. Однако Юсеф был вытеснен из-за травмы и заменен Джоном Магуайром. Риддл победил Магуайра единогласным решением судей.
Риддл встретился с Че Миллсом 16 февраля 2013 года на UFC on Fuel TV: Барао vs. МакДональд. Риддл победил Миллса раздельным решением судей. 26 февраля 2013 года Риддл сообщил, что у него обнаружили положительный результат на марихуану. Это был его второй неудачный тест на наркотики за год, и Риддл был впоследствии уволен из промоушена. Он закончил свою карьеру в UFC, заняв 3-е место в истории UFC по защите от тейкдаунов (89,3 %) и 8-е место по общему количеству нанесенных ударов (1350) и без положительных тестов на марихуану он бы установил свой рекорд 10-3 с полосой из пяти последовательных побед.

### Bellator MMA (2013)
Вскоре после выхода из Ultimate Fighting Championships (UFC) Риддл подписал контракт на несколько боев с промоушеном Legacy Fighting Championships из Техаса. Однако 18 мая 2013 года было объявлено, что Риддл вместо этого присоединился к Bellator MMA после того, как его контракт Legacy был приобретен промоушеном. Ожидалось, что Риддл будет участвовать в турнире Bellator в полусреднем весе в течение девятого сезона, который начнется осенью 2013 года. Однако Риддл сломал ребро и был вынужден отказаться от участия в турнире, а впоследствии ушел из боев ММА по финансовым причинам. Через несколько недель Риддл вернулся из отставки и должен был выступить на Bellator 109. Риддл снова избежал боя и впоследствии был полностью отстранен.

### Titan FC (2014)
Риддл сражался с бывшим бойцом UFC Майклом Койпером в соглавном событии Titan FC 27 проходившим 28 февраля 2014 года. Риддл выиграл удушающей гильотиной во втором раунде.
Ожидалось, что Риддл встретится с легендой ММА Хосе Ланди-Джонсом за вакантный титул чемпиона в полусреднем весе на Titan FC 29 22 августа 2014 года. Однако Ланди-Джонс был вынужден покинуть бой из-за проблем с визой, и его заменил ветеран UFC Бен Сондерс. Однако Риддл был вынужден покинуть бой из-за травмы, и его заменил человек, с которым он изначально должен был встретиться, а именно Хосе Ланди-Йонсом.

## Карьера в рестлинге

### Независимые промоушены (2014—2018)
29 октября 2014 года стало известно, что Риддл готовится к карьере рестлера. Риддл дебютировал в реслинге 7 февраля 2015 года на промоушене Monster Factory в Полсборо, штат Нью-Джерси. В июле 2015 года он выиграл чемпионат Monster Factory в тяжелом весе. 15 сентября 2015 года было объявлено, что Риддл подписал контракт с World Wrestling Network (WWN) на участие в мероприятиях October Evolve. Позже Риддл подтвердил, что он принимал участие в отборе в WWE. 24 января 2016 года Риддл выиграл турнир Evolve’s Style Battle. 8 апреля стало известно, что Риддл подписал контракт с WWN, материнской компанией Evolve. 3 сентября Риддл дебютировал за Pro Wrestling Guerrilla (PWG), приняв участие в турнире Битва за Лос-Анджелес в 2016 году, и был ликвидирован Кайлом О’Рейли. В октябре 2016 года Риддл встретился с Коди Роудсом в Нью-Йоркском промоушене House of Glory под названием Неуязвимый, так и не сыскав популярности.
15 января 2017 года Риддл победил Рэмпейджа Брауна и выиграл чемпионат Progress Atlas Championship. Риддл дебютировал в Revolution Pro Wrestling 21 января, безуспешно бросив вызов Кацуёри Шибате за титул чемпиона Великобритании в тяжелом весе. 11 февраля на CZW 18 Риддл встретился с Дэвидом Старром в межпрофессиональном матче «чемпион против чемпиона»: Риддл защищал чемпионство Progress Wrestling в Атласе, а Старр защищал чемпионство wXw. Матч закончился двойной дисквалификацией, и ни один титул не перешел из рук в руки. 1 апреля Риддл победил ещё пятерых и стал первым чемпионом WWN. 20 октября Риддл и Джефф Кобб, известные под общим названием «Избранные братья», победили Луча-братьев (Рей Феникс и Пента эль-Зеро М) в командном чемпионате мира PWG. Они сохранили титулы до 20 апреля 2018 года, когда проиграли их The Rascalz (Захари Венц и Дезмонд Ксавьер).
5 апреля 2018 года Риддл победил Зака Сэйбера-младшего на Evolve 102 и стал чемпионом Evolve. 4 августа Риддл проиграл титул чемпиона Evolve Шейну Стрикленду на Evolve 108. В апреле 2018 года Game Changer Wrestling в сотрудничестве с Мэттом Риддлом провела шоу «Кровавый спорт Мэтта Риддла», объединившее рестлинг и правила смешанных единоборств.

### WWE

#### NXT (2018—2020)
31 июля 2018 года Uproxx сообщил, что Риддл подписал контракт с WWE. 18 августа Риддл появился на NXT TakeOver: Brooklyn IV и был назван комментаторами мероприятия новоподписанным рестлером WWE.
Дебют Риддла на NXT состоялся 31 октября, когда он успешно победил Люка Мензиса. 17 ноября 2018 года на пре-шоу NXT TakeOver: WarGames II Кассиус Оно прервал интервью Риддла. Когда шоу началось, Риддл вызвал Оно на матч и победил его за 6 секунд, выиграв самый быстрый матч в истории NXT. У Риддла и Оно был матч-реванш на NXT TakeOver: Phoenix, где Риддл заставил Оно сдаться серией ударов локтем в голову. В 2019 году WWE Network выпустила документальный фильм Arrival: Matt Riddle о его карьере рестлера и вступлении в NXT.
В течение марта Риддл начал вражду с чемпионом NXT Северной Америки, Velveteen Dream. 5 апреля, на NXT TakeOver: New York, Риддл бросил вызов Velveteen Dream на чемпионате, но проиграл, закончив свою беспроигрышную серию на NXT. В июле Риддл начал вражду с вернувшимся Киллианом Дейном. В эпизоде NXT от 7 августа Риддл должен был встретиться с Дейном, но этого не произошло, так как эти двое поссорились на NXT TakeOver: Toronto и в конце концов встретились друг с другом в эпизоде NXT 21 августа, где Дейн победил, но Риддл напал на Дейна после матча. В премьерном эпизоде NXT в сети США 18 сентября Риддл дрался с Дейном в «Уличной драке». Неделей позже, в эпизоде NXT от 25 сентября, Риддл снова дрался с Дейном, победитель матча должен был стать претендентом № 1 на чемпионство NXT. В итоге Риддл победил сабмишеном. 2 октября в эпизоде NXT Риддл безуспешно сражался за чемпионство NXT с Адамом Коулом.
В эпизоде SmackDown от 1 ноября Риддл и Кейт Ли были одними из многих борцов NXT, вторгшихся в шоу, противостоя Сами Зейну и в конечном итоге напав на него. Позже той же ночью Риддл присоединился к Triple H и остальному составу NXT, когда они объявили войну Raw и SmackDown и поклялись выиграть войну брендов Survivor Series. В ноябре Риддл начал вражду с Финном Балором. В эпизоде NXT от 13 ноября Финн Балор оскорбил состав NXT как «парней, которые не могут терпеть поражения», особо упомянув Джонни Гаргано и Мэтта Риддла. Риддл напал на Балора, который отступил. Риддл изначально был частью команды Ciampa для NXT Takeover: Wargames, но в эпизоде NXT 13 ноября Риддл был исключен из команды Ciampa из-за того, что Риддл провел матч с Балором в Wargames; на мероприятии Риддл проиграл Балору. Следующей ночью на Survivor Series Риддл был частью команды NXT. Во время матча Риддл устранил Рэнди Ортона с помощью высокого удержания прямо перед исполненным приемом RKO, из-за чего он впоследствии был устранен Бароном Корбином . Риддл участвовал в матче Royal Rumble с оплатой за просмотр (PPV) и вошел в матч 23-м по счету, но Корбин выбил его за 41 секунду.
10 января 2020 в ходе эпизода NXT участники Командного чемпионства Дасти Роудса 2020 были объявлены, среди которых Риддл и Пит Данн должны были призваны удивить участников; в дальнейшем взяв командное имя «BroserWeights». Вместе, они победили Марка Эндрюса и Флэша Моргана Уэбстера в первом раунде 15 января, Фэбиэна Эйншнера и Марсель Бартеля в полуфинале 22 января, Джеймса Дрейка и Зака Гибсона в финале 29 января, тем самым заработав матч против Бобби Фиша и Кайла О’Райли из Неоспоримой Эры за титул Командного чемпионства NXT. На мероприятии 16 февраля, Риддл и Данн победили Фиша и О’Рейли. Когда Данн не смог въехать в США из-за COVID-19, он выбрал Тимоти Тэтчера в качестве замены для партнера Риддла. Но вскоре после этого Тэтчер предал Риддла и 27 мая в эпизоде NXT Риддл проиграл Тэтчеру техническим сабмишном. Это был последний матч Риддла в NXT.

#### Основной ростер и чемпион США (2020—2021)
29 мая 2020 года Курт Энгл объявил, что Риддл переходит на бренд SmackDown. 19 июня в эпизоде SmackDown Риддл дебютировал в основном составе. Риддл получил возможность стать Интерконтинентальным чемпионом WWE, однако 17 июля в эпизоде SmackDown проиграл Эй Джей Стайлзу. После матча на него напал Барон Корбин. Это привело к матчу на Payback, где Риддл победил Корбина. Он проиграл Корбину в эпизоде SmackDown 25 сентября, положив конец их вражде. В октябре в рамках драфта WWE 2020 года Риддл был переведен на бренд Raw. 29 октября его ринговое имя было сокращено до Риддла. Риддл примет участие в Raw в традиционном мужском командном матче на выбывание на турнире Survivor Series, где он выполнит удержание Корбина и завоюет свою победу.
В декабре Риддл начал вражду с чемпионом США Бобби Лэшли. В эпизоде Raw от 4 января Риддл победил Лэшли в матче без титула и на следующей неделе заработал титульный матч, но не смог завоевать чемпионство. В эпизоде от 25 января Риддл победил Седрика Александра, MVP, и Шелтона Бенджамина в тяжелом матче, чтобы заработать ещё один шанс на титул против Лэшли. На Royal Rumble Риддл вошел под номером 16 и помог устранить Лэшли, прежде чем его выбил Сет Роллинз. Риддл получил титульный матч на следующий вечер на Raw, где он победил Лэшли дисквалификацией, не выиграв титул.
21 февраля Риддл победил Бобби Лешли и Джона Моррисона в матче «Тройной угрозы» на Elimination Chamber с оплатой за просмотр (PPV), где он стал Чемпионом Соединённых Штатов WWE, завоевав тем самым свой первый титул в главном ростере WWE.
На Wrestlemania 37 проиграл титул чемпиона США Шеймусу.
На SummerSlam 2021 вместе с Рэнди Ортоном в команде RK-Bro, победили Эй Джей Стайлза и Омоса, став новыми командными чемпионами Raw.
На Crown Jewel 2021 вновь победили Эй Джей Стайлза и Омоса защитив титулы на своём первом PPV в качестве чемпионов.
На Day 1 2022 защитили титулы от Street Profits (Монтез Форд и Анджело Докинз) на втором PPV, как чемпионы.
На Raw от 10 января 2022 проиграли титулы Alpha Academy (Чед Гейбл и Отис)
На MSG 2022 проиграли Alpha Academy (Чед Гейбл и Отис) в очередной попытке завоевать чемпионство.
На Raw от 7 марта 2022, вместе с Рэнди Ортоном, победили KORollins (Кевин Оуэнс и Сет Роллинс) и Alpha Academy (Чед Гейбл и Отис), став командными чемпионами Raw во второй раз, и получив «билет» на Wrestlemania 38, где РК-Бро ещё раз удачно защитили титулы от Академии Альфа и Уличной Наживы.

#### Противостояние с Сетом Роллинсом (2022)

Мэтт Риддл в 2022 году

17 июня 2022 года был назначен первый для Риддла матч 1х1 за Мировое чемпионство в WWE. Риддл получил возможность оспорить Неоспоримое чемпионство Вселенной WWE Романа Рейнса на последующем Smackdown. В матч было добавлено условие, что в случае поражения он не сможет претендовать на титул, пока им владеет Рейнс. Сам матч Риддл проиграл. Позже Риддл заработал право на участие в заглавном матче на премиум-шоу Money in the Bank, однако победить не смог.
На шоу Summerslam Риддл получил матч против Роллниса, с которым у него ранее были не только сюжетные разногласия, но и трения за пределами рестлинга. Этот матч был снят карда после того, как Роллинз нанёс Риддлу сюжетную травму. Несмотря на это Риддл на Summerslam обратился к Роллинзу, потребовав ответа за свои действия. Сет вышел к рингу и напал на Риддла, снова проведя ему «Стомп». Их матч был назначен на британское стадионное шоу «Clash at the Castle», и этот матч снова остался за Роллинзом. Сет удержал Риддла после двух «Стомпов», один из которых был проведен из прыжка с канатов. Матч-реванш рестлерам назначили на Extreme Rules несмотря на то, что Роллинс всячески сопротивлялся этому назначению. Риддл потребовал, чтоб матч был проведен по особенным правилам — «Бойцовой ямы», и Роллинс согласился. Матч судил экс-Чемпион UFC Даниэль Кормье, и он зафиксировал победу Риддла в этом поединке.
22 сентября 2023 года Риддл объявил о своем уходе из WWE.

## Личная жизнь

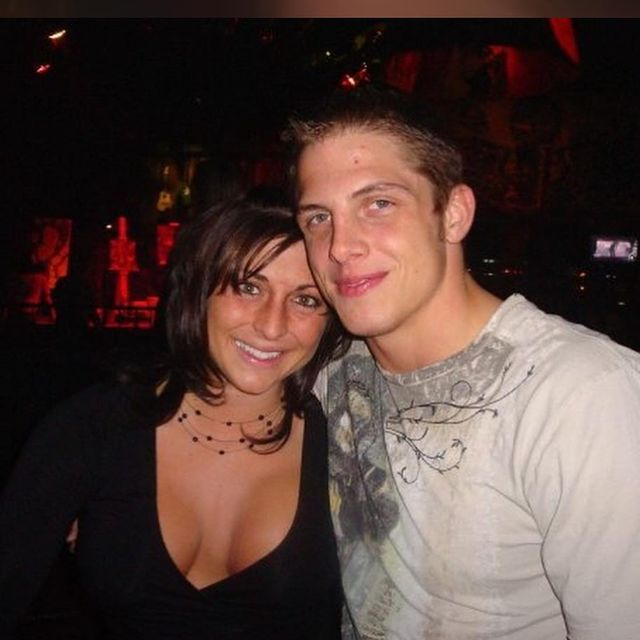
Риддл и его жена Лиза в 2011 году

В 2011 году Риддл женился на Лизе Ренни. У них есть дочери-близнецы и сын. 11 октября 2021 года Риддл и Ренни расстались, и Ренни обвинила Риддла в уходе из их семьи. Риддл и Ренни развелись в марте 2022 года.

## Другие медиа
Он присутствовал в видеоигре как игровой персонаж в WWE 2K20.

## Титулы и достижения

### Смешанные боевые искусства
- Ultimate Fighting Championship
  - Бой ночи (1 раз) vs. Лэнса Бенуа
  - Удержание ночи (1 раз) vs. Крис Клементс

### Школьное время
- Чемпион штата по борьбе (1 место)

### Реслинг
- 5 Star Wrestling
  - 5 Star Tap or Snap Championship (1 раз)[104]
- Beyond Wrestling
  - Турнир Today Men (2016)[105][106]
- Evolve
  - Чемпион Evolve (1 раз)[107][108]
  - Style Battle (2016)[52][109]
- Hope Wrestling
  - Hope 24/7 Hardcore Championship (1 раз)[110]
- IWA Mid-South
  - Revolution Strong Style Tournament (2018)[111]
- Keystone Pro Wrestling
  - KPW Tag Team Championship (1 раз) — с Карателем Мартинесом[112]
- Monster Factory Pro Wrestling
  - Monster Factory Heavyweight Championship (1 раз)[113]
- Pro Wrestling Illustrated
  - Занял 46-е место из 500 лучших рестлеров-одиночек в рейтинге PWI 500 в 2018 году[114]
- Progress Wrestling
  - Progress Atlas Championship (2 раза)[115][116]
- Pro Wrestling Chaos
  - King of Chaos Championship (1 раз)[117]
- Pro Wrestling Guerrilla
  - PWG World Tag Team Championship (1 раз) — с Джеффом Коббом[59][118]
- Scenic City Invitational
  - Scenic City Invitational Tournament (2017)[119]
- Sports Illustrated
  - Занял 5-е место из 10 лучших рестлеров-мужчин 2018 года[120]
- Style Battle
  - Style Battle (8, 9)[121][122]
- Westside Xtreme Wrestling
  - AMBITION 8 (2017)[123]
- WWNLive
  - WWN Championship[124]
- Wrestling Observer Newsletter
  - Самый прогрессирующий рестлер (2016)[125]
  - Новичок года (2016)
- WWE
  - Чемпион Соединённых Штатов WWE (1 раз)[126][127]
  - Командный чемпион WWE Raw (2 раза) — с Рэнди Ортоном
  - Командное чемпионство NXT (1 раз) — с Питом Данном[128][129]
  - Победитель Dusty Rhodes Tag Team Classic (2020) — с Питом Данном[130][131]

## Статистика в смешанных единоборствах
| Боёв 15          | Побед 9 | Поражений 4 |
| ---------------- | ------- | ----------- |
| Нокаутом         | 2       | 1           |
| Сдачей           | 1       | 1           |
| Решением         | 5       | 2           |
| Дисквалификацией | 1       | 0           |
| Не состоявшихся  | 2       | 2           |

| Результат    | Рекорд | Соперник         | Способ                              | Турнир                                                 | Дата             | Раунд | Время | Место                             | Примечание                                                                                               |
| ------------ | ------ | ---------------- | ----------------------------------- | ------------------------------------------------------ | ---------------- | ----- | ----- | --------------------------------- | --- |
| Победа       | 9–4–2  | Майкл Куипер     | Болевой приём (удушение гильотиной) | Titan FC 27                                            | 28 февраля 2014  | 2     | 2:29  | Канзас-Сити, Канзас, США          | |
| Не состоялся | 8–4–2  | Че Миллс         | Не состоялся (отменён)              | UFC on Fuel TV: Барао vs. МакДональд                   | 16 февраля 2013  | 3     | 5:00  | Лондон, Англия, Великобритания    | Первоначально Риддл победил раздельным решением. Результат отменено атлетической комиссией               |
| Победа       | 8–4–1  | Джон Магуайр     | Единогласное решение                | UFC 154                                                | 17 ноября 2012   | 3     | 5:00  | Монреаль, Квебек, Канада          | |
| Не состоялся | 7–4–1  | Крис Клементс    | Не состоялся (отменён)              | UFC 149                                                | 21 июля 2012     | 3     | 2:01  | Калгари, Альберта, Канада         | Первоначально Риддл победил удушением треугольник. Бой вечера. Результат отменено атлетической комиссией |
| Победа       | 7–4    | Генри Мартинес   | Раздельное решение                  | UFC 143                                                | 4 февраля 2012   | 3     | 5:00  | Лас-Вегас, Невада, США            | |
| Поражение    | 6–4    | Ланс Бенуа       | Единогласное решение                | UFC Fight Night: Шилдс vs. Элленбергер                 | 17 сентября 2011 | 3     | 5:00  | Монреаль, Квебек, Канада          | Бой вечера                                                                                               |
| Поражение    | 6–3    | Шон Пирсон       | Единогласное решение                | UFC 124                                                | 11 декабря 2009  | 3     | 5:00  | Монреаль, Квебек, Канада          | |
| Победа       | 6–2    | ДаМаркус Джонсон | ТКО (удары)                         | UFC Live 2: Джонс vs. Матюшенко                        | 1 августа 2010   | 2     | 4:29  | Сан-Диего, Калифорния, США        | |
| Победа       | 5–2    | Грег Сото        | ДК (запрещённый удар)               | UFC 111                                                | 27 марта 2010    | 3     | 1:30  | Ньюарк, Нью-Джерси, США           | |
| Поражение    | 4–2    | Ник Озипжак      | ТКО (удары)                         | UFC 105                                                | 14 ноября 2009   | 3     | 3:53  | Манчестер, Англия, Великобритания | |
| Победа       | 4–1    | Дэн Крамер       | Единогласное решение                | UFC 101                                                | 8 августа 2009   | 3     | 5:00  | Филадельфия, Пенсильвания, США    | |
| Победа       | 3–1    | Стив Бруно       | Единогласное решение                | UFC Fight Night: Лозон vs. Стивенс                     | 7 февраля 2009   | 3     | 5:00  | Тампа, Флорида, США               | Дебют в полусреднем весе .                                                                               |
| Победа       | 2–1    | Данте Ривера     | Единогласное решение                | UFC - The Ultimate Fighter 7 Finale                    | 21 июня 2008     | 3     | 5:00  | Лас-Вегас, Невада, США            | Финал The Ultimate Fighter                                                                               |
| Поражение    | 1–1    | Тим Кредеур      | Болевой приём (рычаг локтя)         | UFC The Ultimate Fighter Season 7 Opening Round, Day 2 | 4 февраля 2008   | 2     | 4:04  | Лас-Вегас, Невада, США            | Четвертьфинал The Ultimate Fighter                                                                       |
| Победа       | 1–0    | Дэн Симмлер      | Нокаут (удары)                      | UFC The Ultimate Fighter Season 7 Elimination Fights   | 27 января 2008   | 2     | 0:08  | Лас-Вегас, Невада, США            | Отборочный раунд The Ultimate Fighter                                                                    |